# Martín Zubimendi
Martín Zubimendi Ibáñez (* 2. února 1999, San Sebastián) je španělský profesionální fotbalista, který hraje jako defenzivní záložník za anglický klub Arsenal a národní tým Španělska.

## Život
Narodil se 2. února 1999 v San Sebastiánu ve Španělsku. Za klub z rodného města hraje od roku 2019 a odehrál za něj 144 zápasů a vstřelil 7 gólů. Hrál i za „C“ a „B“ tým.
V roce 2021 byl povolán do reprezentace Španělska. S ní vyhrál Ligu národů 2023.
V únoru 2022 vstřelil Zubimendi svůj první gól v evropských soutěžích, šlo o zápas proti RB Lipsku během vyřazovacího kola play-off Evropské ligy, který Real Sociedad prohrál 1:3. O měsíc později, 13. března, vstřelil svůj první gól v La Lize, čímž dopomohl k vítězství 1:0 nad Deportivem Alavés. V říjnu prodloužil s klubem smlouvu do roku 2027. 20. září 2023 debutoval v Lize mistrů proti Interu Milán.
V létě 2025 podepsal smlouvu s anglickým Arsenalem, který hraje Premier League.